# Júpiter LVI
Júpiter LVI (designació provisional S/2011 J 2) és el 66è satèl·lit natural confirmat de Júpiter. Fou descobert per Scott Sheppard l'any 2011.

## Dades orbitals
S/2011 J 2 orbita al voltant de Júpiter amb un semieix major d'aproximadament el 23,27 milions de quilòmetres en aproximadament 725,06 dies. El satèl·lit té una excentricitat de 0,3867. L'òrbita és retrògrada amb una inclinació orbital d'uns 152 °, és a dir, la lluna es mou en direcció oposada a la rotació del planeta Júpiter.